# Lepidonotus brunneus
Lepidonotus brunneus är en ringmaskart som beskrevs av Francis Day 1975. Lepidonotus brunneus ingår i släktet Lepidonotus och familjen Polynoidae. Inga underarter finns listade i Catalogue of Life.